# Euphyia holophanes
Euphyia holophanes är en fjärilsart som beskrevs av Guest 1887. Euphyia holophanes ingår i släktet Euphyia och familjen mätare. Inga underarter finns listade i Catalogue of Life.